# Успение Богородично (Горна Малина)
„Успение Богородично“ е българска православна църква в софийското село Караполци. Храмът е част от Софийската епархия.

## История
Храмът е построен в 1920 година в центъра на селото. Иконостасът е дело на дебърски майстори от рода Филипови. Н 2014 година църквата е ремонтирана.
Обявена е за паметник на културата с местно значение.